# Хоменко, Дмитрий Николаевич
Дмитрий Николаевич Хоменко (1924—1994) — заряжающий орудия 72-го отдельного гвардейского тяжелого танкового полка 10-го гвардейского танкового корпуса 4-й танковой армии 1-го Украинского фронта, гвардии старшина — на момент представления к награждению орденом Славы 1-й степени.

## Биография
Родился 22 февраля 1924 года в селе Буровка Лебединского района (ныне — Сумской области) в семье крестьянина. Украинец. Член ВКП/КПСС с 1950 года. Окончил 7 классов. Работал в колхозе.
В Красной Армии с марта 1943 года. Участник Великой Отечественной войны с апреля 1943 года. Отличился при освобождении городов Каменец-Подольский, Львов, Перткув, штурме Берлина, Праги.
Механик-водитель танка 28-го танкового полка гвардии сержант Дмитрий Хоменко 26 марта 1944 года, находясь в составе танковой разведки в тылу противника юго-восточнее города Каменец-Подольский, при разгроме колонны автомашин и повозок врага вместе с экипажем уничтожил свыше двадцати солдат и офицеров.27 марта 1944 года при отражении контратаки гитлеровцев на окраине села Студеницы танковый ведомый Дмитрий Хоменко, истребил свыше десяти пехотинцев и гусеницами раздавил два пулемета. Приказом от 22 мая 1944 года «за образцовое выполнение заданий командования в боях с немецко-фашистскими захватчиками» гвардии сержант Хоменко Дмитрий Николаевич награждён орденом Славы 3-й степени.
Экипаж танка с заряжающим орудия гвардии старшим сержантом Дмитрием Хоменко 18 июля — 5 августа 1944 года в боях на львовском направлении и в пригородах Львова уничтожил два танка, бронетранспортер, шесть орудий разного калибра, два миномета, большое количество гитлеровцев. Приказом от 29 сентября 1944 года «за образцовое выполнение заданий командования в боях с немецко-фашистскими захватчиками» гвардии старший сержант Хоменко Дмитрий Николаевич награждён орденом Славы 2-й степени.
24 марта 1945 года в районе населенного пункта Лубчице экипажем танка с заряжающим гвардии старшиной Дмитрием Хоменко уничтожено три танка, три автомашины с пушками, подавлены три орудия, рассеяно и истреблено свыше взвода гитлеровцев. Когда танк был подбит и загорелся, Дмитрий Хоменко вместе с экипажем ликвидировал пожар и продолжал бой. Указом Президиума Верховного Совета СССР от 27 июня 1945 года «за образцовое выполнение заданий командования в боях с немецко-фашистскими захватчиками» гвардии старшина Хоменко Дмитрий Николаевич награждён орденом Славы 1-й степени, став полным кавалером ордена Славы.
В 1948 году Д. Н. Хоменко демобилизован. Жил в посёлке городского типа Чупаховка Ахтырского района Сумской области. Работал главным бухгалтером Чупаховского сахарного комбината. Умер 3 октября 1994 года.
Награждён орденами Отечественной войны 1-й и 2-й степени, Славы 1-й, 2-й и 3-й степени, медалями. Участник Парада Победы в Москве на Красной площади в 1990 году. В городе Ахтырка на Аллее Героев установлен бюст Д. Н. Хоменко.